# Symphonie no 3 de Mahler
Pour les articles homonymes, voir Symphonie no 3.
La Symphonie no 3 en ré mineur de Gustav Mahler a été composée durant les étés 1895 et 1896 à Steinbach am Attersee. C’est la plus longue des symphonies du compositeur, avec près de cent minutes. C'est aussi la deuxième symphonie la plus longue de tout le répertoire classique, la première étant la Symphonie n° 1 de Havergal Brian avec une durée de presque deux heures.
La symphonie comporte six mouvements avec sous-titres :
1. Kräftig. Entschieden (Avec force. Décidé) - „Pan erwacht. Der Sommer marschiert ein“ (Pan s'éveille. L'été se met en marche)
2. Tempo di Minuetto. Sehr mäßig (Tempo de menuet. Très modéré) - „Was mir die Blumen auf der Wiese erzählen“ (Ce que me racontent les fleurs dans les prés)
3. Comodo. Scherzando. Ohne Hast (À l'aise. Avec légèreté. Sans hâte) -  „Was mir die Tiere im Walde erzählen“ (Ce que me racontent les animaux dans la forêt)
4. Sehr langsam. Misterioso. Durchaus ppp (Très lent. Mystérieux. D'un bout à l'autre pianissimo) - „Was mir der Mensch erzählt“ (Ce que me narre l'être humain)
5. Lustig im Tempo und keck im Ausdruck (Joyeux dans le tempo et effronté dans l'expression) -  „Was mir die Engel erzählen“ (Ce que me racontent les anges)
6. Langsam. Ruhevoll. Empfunden (Lent. Paisible. Bien ressenti) - „Was mir die Liebe erzählt“ (Ce que l'Amour me raconte)

## Fiche technique
- Titre : Symphonie n° 3 en ré mineur
- Composition : De 1895 à 1896
- Durée : 90 minutes environ
- Création :
  - Deuxième mouvement le 9 novembre 1896 par l'Orchestre philharmonique de Berlin, sous la direction d'Arthur Nikisch
  - Symphonie complète le 9 juin 1902 à Krefeld, par l'Orchestre du Gürzenich de Cologne, sous la direction du compositeur
- Publication :

### Orchestration
L'œuvre est écrite pour un orchestre important :
| Instrumentation de la troisième symphonie |
| Voix |
| alto (4e et 5e mouvements) |
| Cordes (« effectifs importants ») |
| premiers violons, seconds violons, altos, violoncelles, contrebasses, dont plusieurs avec corde de do 2 harpes |
| Bois |
| 4 flûtes, les flûtes 3 et 4 jouant aussi du piccolo, les flûtes 1 et 2 jouant aussi du piccolo dans certains passages des mouvements 1, 3 et 5, 4 hautbois, dont un jouant du cor anglais, 3 clarinettes en si bémol et la, la 3e jouant aussi une clarinette basse,br />4 clarinette en si bémol,br />5 clarinette en mib 4 bassons, dont un jouant aussi du contrebasson |
| Cuivres |
| 8 cors en fa, 4 trompettes en fa et si bémol, 4 trombones, 1 tuba |
| Percussions |
| 8 timbales (2 timbaliers), grosse caisse, 1 baguette (« pour frapper le bois de la grosse caisse »), caisse claire, triangle, cymbales, tam-tam, tambourin, 2 glockenspiels, le 2e dans le 5e mouvement |
| Dans une galerie haute (5e mouvement) |
| Voix |
| chœur de femmes, chœur d'enfants |
| Percussions |
| 2 carillons tubulaires |
| Hors scène |
| Cuivres |
| cor de postillon parfois remplacé par le bugle (dans le 3e mouvement) |
| Percussions |
| plusieurs caisses claires (dans le 1er mouvement) |

## Histoire

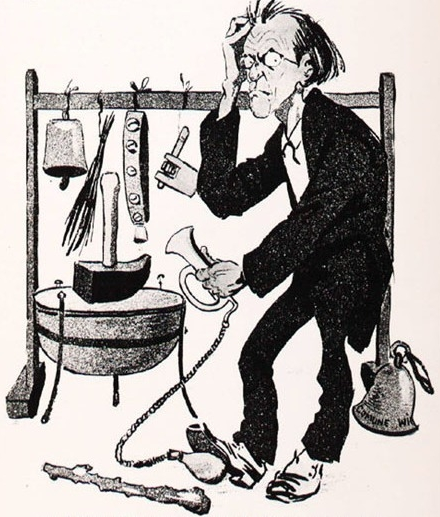
Caricature de Gustav Mahler en 1906.
On reconnaît, autour du compositeur, quelques instruments qu'il avait introduits dans sa Troisième (le flügelhorn et la crécelle), sa Quatrième (les grelots) et sa Sixième symphonie (les cloches de vache, le fouet et le marteau).

### Composition
Sa genèse repose sur un programme établi dès le début, exaltant la nature et  reprenant les étapes de la Création : Le premier mouvement devait symboliser les forces telluriques, le second la végétation, le troisième les animaux, le quatrième la naissance de l'homme, le cinquième les anges (chœur d'enfants) et le dernier l'amour. Le titre initial devait être Le Songe d'une nuit d'été (sans rapport avec William Shakespeare) puis Le Gai Savoir en hommage à Friedrich Nietzsche. Un septième mouvement devait la conclure, mais servit en fait de finale à la Quatrième Symphonie.

### Création et réception
La symphonie fut d'abord jouée par mouvements avec un succès mitigé. La première exécution complète eut lieu le 9 juin 1902 par l'Orchestre du Gürzenich de Cologne dirigé par Gustav Mahler lui-même avec un plus net succès.

## Analyse
Cette œuvre est composée de six mouvements, pouvant être groupés en deux parties : la première comprend seulement le premier mouvement, le plus long. La seconde regroupant les cinq autres. Le quatrième mouvement fait intervenir une voix de contralto chantant un texte d’Ainsi parlait Zarathoustra de Friedrich Nietzsche. L'avant-dernier mouvement fait intervenir, outre la contralto, un chœur d'enfants et un chœur de femmes reprenant un thème de Des Knaben Wunderhorn. Le dernier mouvement, hymne à l'amour, conclut la symphonie dans un apaisement méditatif.

### I. Kräftig. Entschieden.
Le monumental premier mouvement de la Troisième Symphonie, l'un des plus longs écrits de la main de Mahler (entre 30 et 35 minutes d'exécution, ce qui correspond à la durée globale de la plupart des symphonies) nous emporte immédiatement dans un univers tellurique, minéral, en rupture complète avec le quotidien de vie. Il s'agit d'une partition aérée, très ponctuée et très structurée si bien que sa longueur, presque une symphonie de Mozart à lui tout seul, tient plus du caractère monumental de l'œuvre qu'il introduit, que de quelque chose de subi pour l'auditeur. Au contraire, le développement thématique à la fois descriptif et philosophique laisse place à une grande possibilité d'interprétation pour l'auditeur, possibilité que Mahler a aussi souhaitée en enlevant les titres prévus pour chaque mouvement. Ce mouvement était initialement intitulé « L'éveil de Pan » (introduction) « L'été fait son entrée ». Il est aussi parfois question de « ce que me content les rochers de la montagne ».
Un appel solennel de huit cors introduit le mouvement : il est appuyé  ensuite par des percussions en une série de piliers sonores vertigineux, pour s'atténuer ensuite dans les sonorités profondes des trombones et du tuba. Comme dans une volonté de poser les bases d'un univers minéral et austère, la matière sonore se construit progressivement, ponctuée et respirée, avec les notes caverneuses et granitiques des cuivres, stridentes de la trompette, aériennes et ventées des bois, cinglantes et martelantes des percussions. Un univers d'une sauvagerie primaire, un tableau de rocailles alpines, les piliers d'une cathédrale vertigineuse, un climat des premiers jours de la Terre, voilà ce qu'évoque cette introduction spectaculaire. Le trombone introduit le thème principal. Le développement s'estompe progressivement dans un silence pesant.
Apparaît alors avec des sonorités pures, riantes et aériennes (violon et bois), un second champ thématique, très doux, évoquant la vie, la douceur d'une journée de printemps, strictement à l'opposé des développements précédents. Mais cette « fenêtre » mélodique retourne très vite au silence et de nouveau la matière sonore construit l'univers minéral. Celui-ci est accompagné d'un profond solo de trombone, sans nervosité, comme une "force tranquille", austère et détachée. Le thème principal prend en puissance et éclate avec une hauteur vertigineuse (cymbale, gong), orageux avec la trompette, mystérieux et bourdonnant aux bois, le tout figé, immobile.
Le silence retombe. On retrouve alors la luminosité du second thème qui connaît un vrai développement. Une marche s'installe, avec de nombreuses joutes musicales, des défilés, des airs de carnavals et de fanfares de pompiers : « L'été fait son entrée », comme disait Mahler, ou encore « l'apparition et le développement de la vie », ou bien « une ascension d'alpinistes », voire « un défilé du premier mai », comme le voyait Richard Strauss, les interprétations sont nombreuses. La marche se connote progressivement d'une charge héroïque, puis elle aboutit à un climax d'une hauteur vertigineuse, lumineuse, céleste, comme une « conclusion des efforts », un « verdict final », avant de retomber avec fracas dans la sonorité austère de l'univers sonore minéral, en une sorte d'échec.
S'ensuivent des développements mouvementés et troublés, marqués par une suite de « tentatives » de constructions sonores, de « luttes » de la vie, ponctués et aérés avec des tableaux à la poésie très esquissée. La diversité des sonorités et la virtuosité de l'orchestration restent surprenantes. Peu après un trouble pesant, les huit cors réintroduisent le thème initial. Néanmoins sa force a décru, son essoufflement est latent et il s'éloigne avec un tuba presque nostalgique.
La marche « de la vie » reprend alors définitivement le dessus, s'imposant avec plus de vigueur et de concision. Comme précédemment, elle se connote héroïquement mais arrivée au climax, le « verdict » devient positif et s'emballe dans une sorte de bacchanale décrivant une « explosion » de vie et de sonorités, clôturant le mouvement avec un crescendo vif et cinglant.

### II. Tempo di Minuetto. Sehr mässig.
Ce mouvement démarre très tranquillement et rien ne va troubler ce tableau champêtre d'une poésie très raffinée. Cette page, d'une légèreté très aérienne, évoque, par son orchestration savamment dosée, une sensorialité très appuyée sur les petits détails de la Nature que Mahler décrit et auxquels il rend hommage. Il y a donc autant un côté descriptif qu'un côté évasif et sentimental. On se situe à l'opposé de la monumentalité du premier mouvement, mais on ne conserve pas moins ce rapport intime avec la Nature. L'orchestration évoque tour à tour le foisonnement des fragrances qui stimulent les papilles, les couleurs des landes fleuries, le vent qui caresse le visage, avec une insouciance presque enfantine. D'ailleurs, Mahler dira plus tard que c'est « la  page la plus insouciante que j'ai composée, insouciante comme seules savent l'être les fleurs ». Au cœur du mouvement, le compositeur évoque l'effet de ressourcement et de vigueur renouvelée de ce contact avec la Nature, dans une vision très romantique.

### III. Comodo. Scherzando. Ohne Hast.
Sans rupture avec le mouvement précédent, ce scherzo très développé continue la démarche du compositeur de communication et de sensorialité avec la Nature. Cette fois-ci, il s'agit d'un tableau plus burlesque, humoristique ou encore plus éthéré. Des sonorités évoquant des scènes de bestiaire animalier, de frondaisons et de lumières chatoyantes s'enchainent le  long du mouvement. « Ce que me content les animaux de la forêt », avait initialement titré Mahler.
Le mouvement démarre par un célèbre chant de passereaux qui introduit très rapidement dans un univers forestier où la composition évoque une série de « petites histoires » et de tableaux de la vie animale ou de la chasse, avec un goût pour le burlesque et l'insolite. Quelques modulations en mineur et d'effets d'accélérations ponctuent les développements, comme une ironie soudaine, comme la cruauté d'un prédateur qui a attrapé sa proie. Au centre du milieu, les développements s'estompent avec grâce sur un tableau lent et très lumineux, appuyé par des cordes éthérées et un solo de cor de postillon, feutré et délicat. Il évoque un peu la danse des ondines dans la Moldau de Smetana. Les développements reprennent ensuite avec vigueur. Le tableau à l'atmosphère brumeuse et presque légendaire, revient ensuite, un peu avant la coda, mais se fait plus nostalgique.
La coda surprend : elle commence par un coup d'éclat ponctué au gong, annonçant un évènement particulier. Un développement profond, aux sonorités célestes, des cordes et des cuivres s'impose. S'ensuit un crescendo vertigineux des cuivres et des percussions, qui se termine abruptement, comme un déchaînement de forces astronomiques hors échelle humaine.

### IV. Sehr langsam. Misterioso. Durchaus ppp.
Ce mouvement marque une nouvelle étape dans la symphonie. Une période instrumentale se termine et commence une partie vocale.
Le mouvement démarre sur des sonorités profondes des cordes, sans évoquer de matérialité physique, mais plutôt psychique. Le climat d'un songe, propice à la réflexion. Ces appels sombres des cordes sont ponctués et aérés alors que la voix de contralto s'impose avec douceur, introduit un lied. Les cuivres et les cordes font échos au chant en une suite d'appels initiatiques qui ne sont pas sans rappeler l'Urlicht de la Deuxième Symphonie. S'ensuit un  développement central lumineux des cordes et des cors, empreint de sérénité. Il s'estompe sur des appels de clarinette pour retomber dans des appels profonds. Le chant reprend mais avec plus de profondeur des cuivres, et de solos des cordes, amplifiant l'effet d'écho. Les appels de clarinette reprennent. La matière sonore s'estompe sur les profondeurs des cordes. Le songe prend fin.

#### Texte
Texte tiré de Ainsi parlait Zarathoustra de Friedrich Nietzsche : le Chant de Minuit
| Original allemand O Mensch! Gib Acht! Was spricht die tiefe Mitternacht? "Ich schlief, ich schlief —, aus tiefem Traum bin ich erwacht: — Die Welt ist tief, und tiefer als der Tag gedacht. Tief ist ihr Weh —, Lust — tiefer noch als Herzeleid. Weh spricht: Vergeh! Doch all' Lust will Ewigkeit —, — will tiefe, tiefe Ewigkeit!" | Traduction française d'Henri Albert Ô homme prends garde ! Que dit minuit profond ? « J'ai dormi, j'ai dormi —, d'un rêve profond je me suis éveillé : — Le monde est profond, et plus profond que ne pensait le jour. Profonde est sa douleur —, la joie — plus profonde que l'affliction. La douleur dit : Passe et finis ! Mais toute joie veut l'éternité —, — veut la profonde éternité ! » |

### V. Lustig im Tempo und keck im Ausdruck.

#### Texte
Texte tiré de Des Knaben Wunderhorn
| Original allemand Bimm, bamm, bimm, bamm,... Es sungen drei Engel einen süßen Gesang, mit Freuden es selig in dem Himmel klang. Sie jauchzten fröhlich auch dabei: daß Petrus sei von Sünden frei! Und als der Herr Jesus zu Tische saß, mit seinen zwölf Jüngern das Abendmahl aß, da sprach der Herr Jesus: "Was stehst du denn hier? Wenn ich dich anseh', so weinest du mir!" . "Und sollt' ich nicht weinen, du gütiger Gott? Ich hab' übertreten die zehn Gebot! Ich gehe und weine ja bitterlich! Ach komm und erbarme dich über mich!" "Hast du denn übertreten die zehen Gebot, so fall auf die Knie und bete zu Gott! Liebe nur Gott in all Zeit! So wirst du erlangen die himmlische Freud'." Die himmlische Freud' ist eine selige Stadt, die himmlische Freud', die kein Ende mehr hat! Die himmlische Freude war Petro bereit't, durch Jesum und allen zur Seligkeit. | Traduction française Bimm, bamm, bimm, bamm,... Il y avait trois anges qui chantaient une chanson douce, qui sonnait joyeusement dans le ciel. Ils se réjouissaient gaiement ensemble que Pierre soit délivré des péchés. Et quand le Seigneur Jésus étant à table pour prendre le repas du soir avec ses douze disciples, le Seigneur Jésus dit : « Pourquoi te tiens-tu ici ? Quand je te regarde, tu te mets à pleurer pour moi ! [Tu ne dois pas pleurer comme cela.] » « Et je ne devrais pas pleurer, toi, Dieu si bon ? J'ai violé les dix commandements ! Je m'en vais et je pleure amèrement ! Oh, viens et aie pitié de moi ! » « Si tu as violé les dix commandements, agenouille-toi et prie Dieu ! Aime Dieu seulement en toute occasion, ainsi tu recevras la joie céleste ! » La joie céleste, la cité bénie, la joie céleste, qui n'a plus de fin ! La joie céleste a été donnée à Pierre, par Jésus et la béatitude à tous. |

Source de la traduction : jmomusique.skynetblogs.be

### VI. Langsam. Ruhevoll. Empfunden.
Cet hymne à l'amour divin est censé baigner dans la lumière de l'éternité : « Dans l'Adagio, dit Mahler à Natalie, tout se résout dans la paix et dans l’Être. La roue d'Ixion des apparences s'immobilise enfin. ».
Le mouvement, d'une longueur exceptionnelle, commence doucement, avec seulement des cordes. Le thème initial reprend celui du 3e mouvement du Quatuor à cordes n° 16 de Beethoven.
Les mouvements contrapuntiques révèlent ici tout l'art de Mahler dans ce style d'écriture. Progressivement les autres groupes se joignent aux cordes dans une très lente ascension. Les passages fortissimo complètent les passages plus doux plutôt que de s'y opposer.
Vers la fin, après une courte pause, le thème est repris, en toute douceur, aux trompettes, en triple piano, sur fond des cordes en tremolo. Suit alors un lent crescendo vers l'accord final de tonique, long de 29 mesures. Les timbales martèlent la quarte la-ré, rappelant le thème d'ouverture de la symphonie.

## Discographie
Il existe 131 versions référencées de la Troisième Symphonie entre 1948 à 2012. En voici une discographie sélective :
- Symphonie no 3, Norma Procter, Ambrosian Opera Chorus : Chef John Mc Carthy, Wandsworth School Boys'choir : Chef Russel Burgess, William Lang : Bugle, Dennis Wick : Trombone, London Symphony Orchestra : Chef d'orchestre Jascha Horenstein, Unicorn-Kanchana (27-29/07/1970 au FairField Halls).
- Claudio Abbado, Berliner Philharmoniker, Anna Larsson (1999, Deutsche Grammophon).
- Symphonie no 3, Hilde Rössl-Majdan, Petits Chanteurs de Vienne & l'orchestre du Wiener Konzertverein dirigé par F. Charles Adler, Harmonia Mundi « Musique d'Abord ».
- Pierre Boulez, Wiener Philharmoniker, Anne Sofie von Otter (2001, Deutsche Grammophon).